# Pułankol
Pułankol (ros. Пуланколь) – wieś (sieło) w Rosji, w Chakasji, w rejonie askiskim. W 2010 liczyła 608 mieszkańców.